# Debreceni Egyetem Atlétikai Club
Le Debreceni Egyetem Atlétikai Club ou DEAC est un club de hockey sur glace de Debrecen en Hongrie. Il évolue dans l'Erste Liga.

## Historique
Le club omnisports du Debreceni Egyetem Atlétikai Club est créé en 1919 mais la section hockey sur glace a été créée en 2017. Auparavant, le hockey sur glace a débuté à l'université de Debrecen dans les années 1930. Le Debreceni Hoki Klub a évolué dans le Championnat de Hongrie dans les années 1990 et de 2014-2017. En 2017, le section hockey du DEAC est créée et intègre l'Erste Liga en 2018-2019.

## Palmarès
- Coupe de Hongrie : 2021, 2022.